# Agyonvédelem
Az Agyonvédelem (Insecurity) a South Park című amerikai animációs sorozat 233. része (a 16. évad 10. epizódja). Elsőként 2012. október 10-én sugározták az Egyesült Államokban. Magyarországon 2013. február 5-én mutatta be a magyar Comedy Central.
Az epizód cselekménye akörül forog, hogy Kyle tévedésből azt hiszi, hogy az anyjának viszonya van a UPS-futárral. A hír hamarosan széles körben elterjed, és a város férfijai fenyegetésként élik meg a dolgot. Válaszként Cartman elhatározza, hogy házi riasztórendszert építtet be. A történet kifigurázza a biztonságtechnikai cégek hozzáállását, és tartalmaz utalásokat az Amazonra, valamint "A Sötét Lovag: Felemelkedés" című filmre.

## Cselekmény
|  | Alább a cselekmény részletei következnek! |

Gerald és Sheila szexuális szerepjátékokkal kísérleteznek, hogy felpezsdítsék a házaséletüket. Ennek keretén belül Gerald UPS-csomagfutárnak öltözik. Ike, aki véletlenül meglátja ezt, tévedésből azt hiszi, hogy az anyja egy igazi futárral lép félre, és ezt az élményét le is rajzolja. Kyle meglátja a rajzot, majd elmeséli a barátainak is, hogy mit tapasztalt. A beszélgetést kihallgatja Randy, aki aztán a kocsmában meséli tovább. Hamarosan minden gyerek és férfi körében elterjed a pletyka, hogy a UPS-futárnak viszonya van valamennyi nővel South Parkban. Cartman ettől megijed, és beépíttet egy saját riasztórendszert a házukba, hogy megvédje az anyját. A riasztó azonban állandóan beindul, Cartmant pedig idegesíteni kezdi az üzemeltető cég telefonos ügyfélszolgálatának hozzáállása.
A kocsmában az öreg szerelő felvilágosítja a férfiakat, hogy a dolog nem újkeletű. A futárok ugyanazt csinálják, mint a huszadik században a tejesemberek. A férfiak annyira ellustultak, hogy nem mentek el boltba tejért, hanem házhoz rendelték - a tejesemberek pedig lefeküdtek a feleségeikkel. Az Amazon megjelenésével pedig a történelem ismétli önmagát, ugyanis a nők gyakran kapnak csomagokat úgy, hogy nem is tudnak róla, hogy bármit rendeltek. Randy másnap reggel azt veszi észre, hogy a futár hozott valamit Sharonnak az Amazontól, amire Sharon nem is emlékszik. A csomagban voltak holmik Stannek is, amit Randy felvisz a fia szobájába, ahol döbbenten fedezi fel Ike rajzát. Ennek hatására meggyőződik arról, hogy Thad, a UPS-futár elcsábítja a feleségeiket. A férfiak az öreg szerelőtől kérnek tanácsot, aki először azt mondja, hogy erre ők nincsenek felkészülve, és talán jobb is, ha hagyják, hogy továbbra is lefeküdjön velük, hogy végül megunja. Ekkor azonban Stephen közli, hogy már nemcsak a nőkről van szó, hanem férfiakra is vadászik: a futár neki is hozott egy csomagot, amire nem is emlékszik, hogy rendelte. Az öreg szerelő szerint csak úgy lehet megszabadulni a problémától, ahogy ők is tették: ha megölik a futárt, és utána pedig boltba járnak rendelések helyett.
A férfiak Bane maszkjára emlékeztető álarcot húznak, elfogják Thadet és alaposan helybenhagyják. Ezután odateszik mellé Ike rajzát, hogy utaljanak arra, hogy tudják, mit tett. A városlakók részére az egyik biztonsági cég új találmányt ajánl, az úgynevezett Agyonvédelmet, ami a testen belülre épített riasztórendszer. Ha bárkire rátámadnak, a riasztó megszólal, a cég pedig telefonon keresztül bejelentkezik, és ha visszaigazolják a veszélyt, közli, hogy úton van a rendőrség "plédekkel és kakaóval". A riasztó azonban nagyon érzékeny és bármikor megszólal, ha a férfiak elbizonytalanodnak. Közben Kyle is aggódni kezd, ezért elhatározza, hogy leülteti egymással a szüleit és a UPS-futárt. A férfiak ezt megneszelik, és elhatározzák az öreg szerelő tanácsára, hogy ezúttal tényleg megölik. Felrobbantják a furgonját, mire pánikba esik, felszalad a Broflovski-ház emeletére, és kiugrik az ablakon. A férfiak azt hazudják a rendőröknek, hogy a futár azért lett öngyilkos, mert pszichopata volt és szexre kényszerült az anyjával. Mindezt pedig Ike rajzával bizonyítják. Mikor a rendőrök a házkutatáskor megtalálják Gerald jelmezét, mindenki rádöbben, hogy igazából miről is volt szó.
Amikor mindezt elmesélik az öreg szerelőnek, közlik vele, hogy nem kell félniük az Amazontól, a kényelemnek csak annyi az ára, hogy biztonságban kell tudni magukat. Válaszul az öreg közli velük, hogy a biztonsági berendezéseket kiépítő ember az, aki lefekszik a nejeikkel. Az epizód végén Cartman Bane-maszkban fog pisztolyt a biztonságis emberre, közölve vele, hogy tisztelni kellett volna a tekintélyét, ezután a férfiak kirángatják őt a kocsiból.

## Érdekességek
Az ötlet a "South Park: The Stick of Truth" videojáték készítésekor jött, amelyen Parker és Stone 2012 nyarán kezdtek el ötletelni. Az volt az elképzelésük, hogy egy karakternek a játékban be kell jutnia más emberek házába és ki kell cseleznie a riasztórendszereket. Az ötletet továbbgondolták, és így jutottak el a biztonságtechnikai cégek kritikájáig, akiknek a szolgáltatása Parker szerint egy nagy átverés, mert valódi vészhelyzetben igen ritkán riasztanak. Beszéltek erről egy rendőr ismerősükkel is, aki elismerte, hogy a legtöbb riasztásuk téves, statisztikailag átlagosan 94-98 százalékuk.
Több jelenetet viszonylag hamar elkészítettek (például Cartman telefonbeszélgetéseit a biztonsági céggel), a tervek szerint ez az epizód lett volna a tizenhatodik évad nyitó része. De a történet nem állt még össze kerek egésszé, ezért eltolták a bemutatóját. Egy időben a két sztoriszál (Cartman és a biztonságiak valamint a UPS-futár) két különböző epizódba kerültek volna, ekkor találták ki, hogy az öreg szerelő a kocsmában az általa előadott történetekkel kitűnően össze tudja kötni a kettőt.
Parker azt is elmondta, hogy az epizód megírása során saját személyes élményeiből is merített, például ő is rendelt már úgy csomagot, hogy nem is emlékezett rá. A meglepetés erejét a karácsonyhoz hasonlította azzal, hogy jellemzően akkor hajlamos ilyesmire, amikor a South Park-epizódok már majdnem készen vannak.